# Jerzy Broszkiewicz (podpułkownik)
Jerzy Broszkiewicz pseud. „Orlicz” (ur. 11 kwietnia 1925 w Warszawie, zm. 5 lipca 2018 w Garwolinie) – polski uczestnik konspiracji niepodległościowej w czasie II wojny światowej, podpułkownik WP w stanie spoczynku, działacz kombatancki.

## Życiorys
Przed II wojną światową należał jako harcerz do 67. Warszawskiej Drużyny Harcerskiej im. płk. Leopolda Lisa-Kuli. W czasie okupacji niemieckiej uczył się na tajnych kompletach w 1944 uzyskując maturę, a także działał w strukturach konspiracyjnych, będąc od kwietnia 1940 do stycznia 1945 członkiem Powstańczych Oddziałów Specjalnych „Jerzyki”. Brał udział w powstaniu warszawskim początkowo jako żołnierz w szeregach Zgrupowania „Chrobry II” na Woli, zaś od 6 sierpnia w ramach Oddziału Dyspozycyjnego Dowództwa Grupy „Północ” na Starym Mieście, a od 22 sierpnia w ramach Zgrupowania „Kampinos” na terenie Żoliborza i Puszczy Kampinoskiej.
Był aktywnym działaczem kombatanckim, piastując między innymi funkcję członka Prezydium Zarządu Głównego Związku Powstańców Warszawskich oraz prezesa Stowarzyszenia Żołnierzy Powstańczych Oddziałów Specjalnych „Jerzyki” - Armia Krajowa.

## Wybrane odznaczenia
- Krzyż Oficerski Orderu Odrodzenia Polski[1],
- Krzyż Kawalerski Orderu Odrodzenia Polski[1],
- Krzyż Armii Krajowej[4],
- Warszawski Krzyż Powstańczy[4],
- Medal „Pro Patria”[4],
- Medal „Pro Memoria”[4]